# Steinkjer FK
Steinkjer FK är en fotbollsklubb i Steinkjer i Trøndelag fylke i Norge. Klubben bildades den 29 maj 1910.

## Historia
Klubben hette ursprungligen Stenkjær Fotboldklub men fick namnet Steinkjer Idretts- og Fotballklubb 1921 när den slogs ihop med Steinkjer idrettsforening och blev då en allidrottsklubb. Fotboll har alltid haft en dominerande ställning i klubben. 
Steinkjer Idretts- og Fotballklubb hade sin storhetstid i början på 1960-talet och var då en av Norges bästa klubbar. Säsongen 1961/62 tog klubben silver i Hovedserien, som den högsta divisionen hette då, efter SK Brann. Samma säsong hade klubben åtta spelare i olika landslag (Øyvind Dahl, Roar Eidem, Oddmund Bjørge, Edgar Stakset, Jan Forness, Jens Roselund, Olav Håkon Blengsli och Øystein Verstad). Totalt har Steinkjers fotbollslag spelat åtta säsonger i den högsta divisionen. Fem gånger har de spelat semifinal i cupen – 1961, 1970, 1976, 1977 och 1983. Sju gånger har man spelat kvartsfinal. 
Steinkjer FK har bland annat haft den tidigare Manchester United-spelaren Bill Foulkes som manager. En av lagets tidigare anfallare, Rune Ertsås spelar idag för Molde FK.
Steinkjer Idretts- og Fotballklubb avvecklades 9 mars 1988 och fortsatte som Steinkjer Fotballklubb, Steinkjer Håndballklubb, Steinkjer Friidrettsklubb och Steinkjer svømme- og livredningsklubb.

## Klubben i dag
Herrlaget spelar idag i division 1. Man spelar sina hemmamatcher på Guldbergaunet stadion. Publikrekordet är 13.997 åskådare mot Lyn i cupsemifinalen 1970. Det är sedan 2003 en plan med konstgräs.
Klubbens första hemmaplan var alldeles nedanför kyrkogården. 1922 fick man en ny plan. Den 29 juni 1952 kunde man ta i bruk gräsplanen på Guldbergaunet. Premiärmotståndare var Wiener Sportsclub från Österrike. 

## Spelare
- Gunnar Dybwad var den förste spelaren från klubben som spelade i Norges landslag. Han debuterade 15 maj 1951 mot England. Totalt spelade Dybwad 27 A-landskamper och 7 B-landskamper.
- Arne Kotte debuterade i landslaget 1953 när Norge slog Finland 4-1 i Helsingfors. 19 A-landskamper, 1 B-landskamp och 3 U-landskamper blev det för Kotte.
- Edgar Stakset spelade 26 A-landskamper totalt. Han debuterade 28 augusti 1960 mot Finland. Norge vann 6-3.
- Olav Håkon Blengsli spelade två A-landskamper. Den första 1962, den andra 1964.